# Movila lui Krak
Movila lui Krakus (în poloneză Kopiec Krakus) este o movilă istorică situată în Cracovia, în Sectorul XIII Podgórze, pe malul drept al râului Vistula, în cartierul Podgórze.
A fost ridicată pe cel mai înalt punct al masivului calcaros Krzemionki Podgórskie, pe Dealul Lasoty din Cracovia (271 m altitudine). Are o înălțime de 16 metri față de bază, un diametru de 57 m la bază și 8 m la vârf (care este plat), iar volumul său este de 19.100 m³. Movila lui Krakus este legată de festivalul tradițional Rękawka.
În regiunea istorică Mica Polonie, în afară de Cracovia, movile funerare mari se mai găsesc în Krakuszowice, Leszczków, Sandomierz, Sólca, Święcica și Złota.

## Istorie
Constructorii, perioada și scopul movilei lui Krakus sunt necunoscute, deși există diverse teorii pe această temă.
Dealul istoric Lasoty, pe care se află Movila lui Krakus, a aparținut inițial familiei nobiliare Awdańcy, de origine scandinavă. Numele său comemorează pe comitele Lassota (Lassote castellanus Cracovie).
În anul 2012 au început lucrări de reabilitare ale sitului, coordonate de arhitectul cracovian Piotr Orzeszek de la firma Stvosh.
Lucrările, realizate la inițiativa Primăriei Cracovia, includ restaurarea arhitecturală, conservarea, cercetările arheologice, geologice și hidrogeologice, analiza structurilor, studiile peisagistice și ecologice. Restaurarea cuprinde și împrejurimile Movilei (modernizarea drumurilor, aleilor, scărilor, iluminatului, descoperirea fortificațiilor și cazărmilor austriece, crearea unor trasee tematice pentru pietoni și bicicliști, marcarea zonei). Lucrările sunt realizate în etape din 2013.

## Legende
Jan Długosz asocia ridicarea sa cu legendarul fondator al Cracoviei, Krak. Conform acestuia, Krak a fost îngropat pe un deal, iar fiii săi, împlinindu-i dorința, au ridicat movila în amintirea sa.

## Arheologie

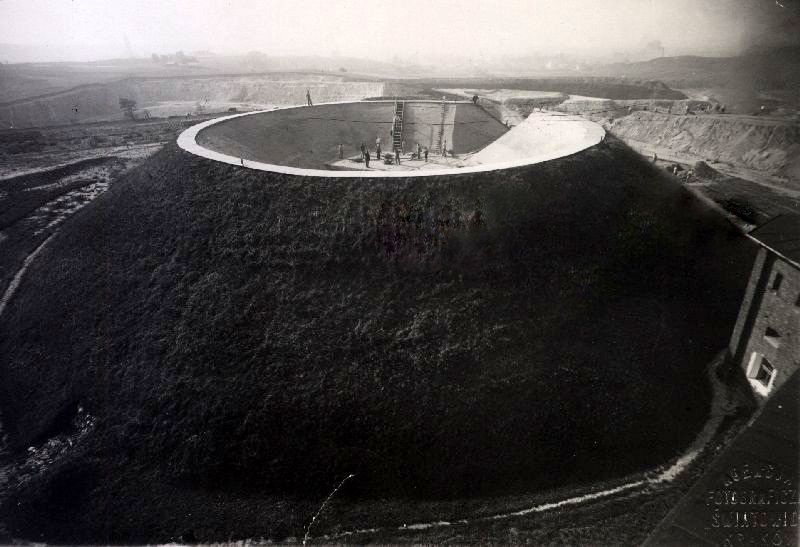
Săpături arheologice la movila lui Krakus, 1933

În perioada 1934–1937, sub egida Academia Poloneză de Științe, s-au realizat săpături arheologice conduse de Józef Żurowski și Franciszek Jakubik. Cercetările au scos la iveală urme ale culturii lusatiene (circa 500 î.Hr.), însă fără a confirma existența unui mormânt în interior.
Construcția movilei se bazează pe un stâlp central, de care sunt fixate radiale împletite din nuiele, între care a fost bătută pământ și pietre. Această tehnică asigură stabilitatea structurii și contrazice ipoteza conform căreia movila ar fi fost ridicată spontan de popor după moartea lui Krak.
În anii ’70, cercetările au scos la iveală obiecte ale culturii przeworske și ale culturii pomeraniene.
Potrivit profesorului Andrzej Buko, movila a fost ridicată între sfârșitul secolului VIII și mijlocul secolului X, fapt sugerat de descoperirea unui denar cehesc al lui Bolesław al II-lea cel Pios (972–999) la 50 cm sub stratul vegetal.
Săpăturile nu au identificat niciun mormânt în interiorul movilei.

### Brățară de bronz de tip avar
Unul dintre primele indicii privind datarea acestui obiect a fost o brățară decorativă din bronz de tip avar (cunoscută și ca „kestheliană”), descoperită în partea inferioară a movilei, la baza unei gropi în formă de pâlnie. Aceasta sugerează că obiectul a fost pierdut în timpul construcției inițiale a movilei (spre deosebire de un dinar de argint găsit în vârf). Datarea brățării este plasată în secolul al VII-lea sau al VIII-lea.
Descoperirile arheologice indică faptul că teritoriile sudice ale Poloniei, inclusiv zona actuală a Cracoviei, se aflau pe rutele invaziilor avare împotriva francilor în anii 562 și 566/567. Aceste obiecte puteau fi și importate, deoarece artefacte de tip avar au fost găsite și în apropierea Londrei.
În localitatea Naszacowice au fost descoperite piese de harnașament avare, datate în a doua jumătate a secolului al VIII-lea.
În plus, termenul „tip avar” poate desemna atât obiecte de origine avară strictă, cât și artefacte produse sub influența culturii avare.

### Grobariul celtic
O altă teorie susține că movilele Krakus și Wanda ar fi fost ridicate de celți, pentru care asemenea structuri aveau un rol religios important. S-a observat că azimutul care leagă cele două movile coincide cu direcția răsăritului soarelui la 1 mai, o dată semnificativă în calendarul celtic. Un fenomen similar a fost identificat la două movile de lângă Przemyśl, care marchează răsăritul soarelui la 1 noiembrie. Acestea corespund sărbătorilor celtice Beltane și Samhain, ceea ce sugerează un posibil rol astronomic al movilelor.
Stând pe Movila Krakus pe 2 mai sau 10 august, soarele poate fi observat răsărind deasupra Movilei Wanda. Similar, de pe Movila Wanda, pe 6 februarie sau 4 noiembrie, soarele apune exact deasupra Movilei Krakus. Aceste date sunt aproximativ aceleași cu sărbătorile celtice Samhain, Imbolc, Beltane și Lughnasadh. Profesorul Władysław Góral sugerează că movilele, împreună cu dealul Wawel, ar fi făcut parte dintr-un sistem astronomic celtic.

## Alte teorii
Unii cercetători au comparat Movila Krakus cu structuri similare din Scandinavia, sugerând o origine nordică a lui Krakus, mai ales că prezența Wandalilor în sudul Poloniei până în secolul al IV-lea este documentată.
Alte teorii, formulate încă din perioada interbelică de Rudolf Jamka, susțin că movila ar putea avea o origine Scitică, Hunnică sau chiar Vikingă.

## Fortăreața Cracovia
În secolul al XIX-lea, movila a fost integrată în sistemul austriac de fortificații cunoscut sub numele de **Fortăreața Cracovia**. A fost înconjurată de un val de pământ, un zid și un șanț defensiv. În interiorul perimetrului zidului au fost construite cazărmi, care făceau parte din **fortul citadelă 33 „Krakus”**. În perioada interbelică, în timpul cercetărilor arheologice, aceste structuri au fost demolate, iar rămășițele cazărmilor au fost îndepărtate după Al Doilea Război Mondial.

## Galerie

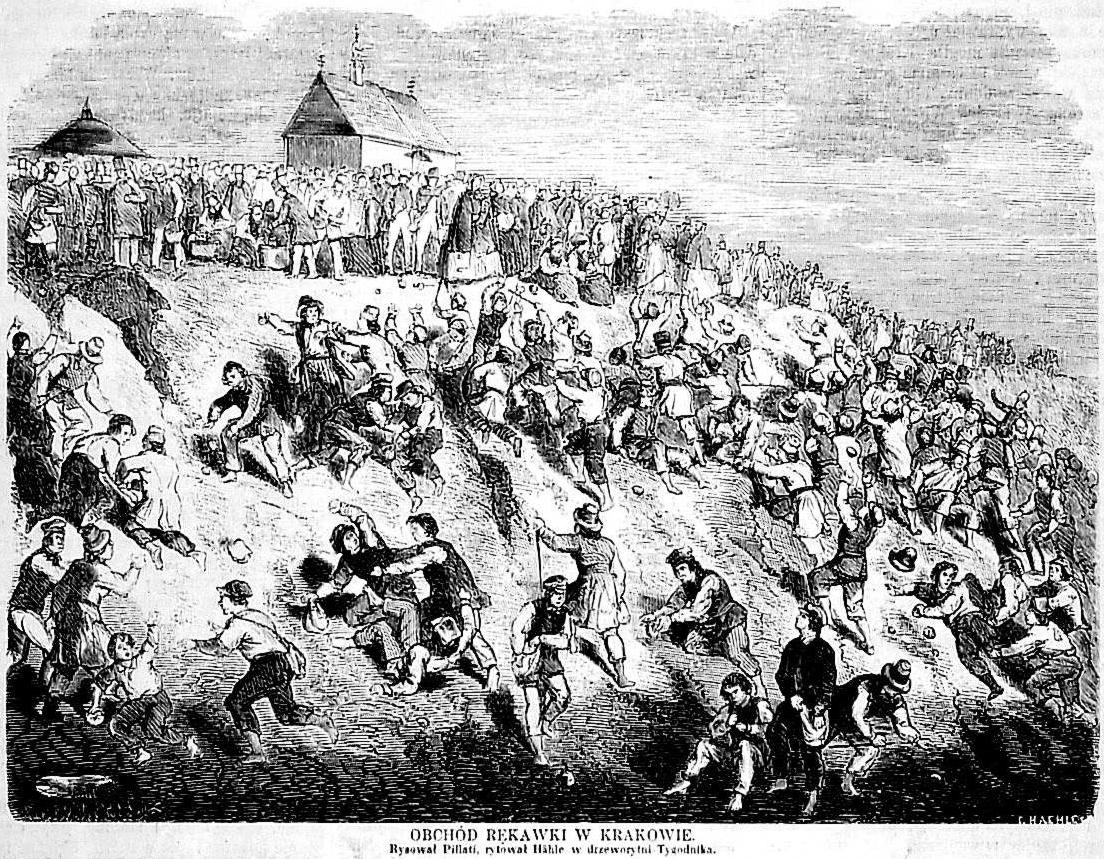
Movila Krakus în timpul sărbătorii Rękawka, „Tygodnik Ilustrowany”, 7/19 mai 1860.
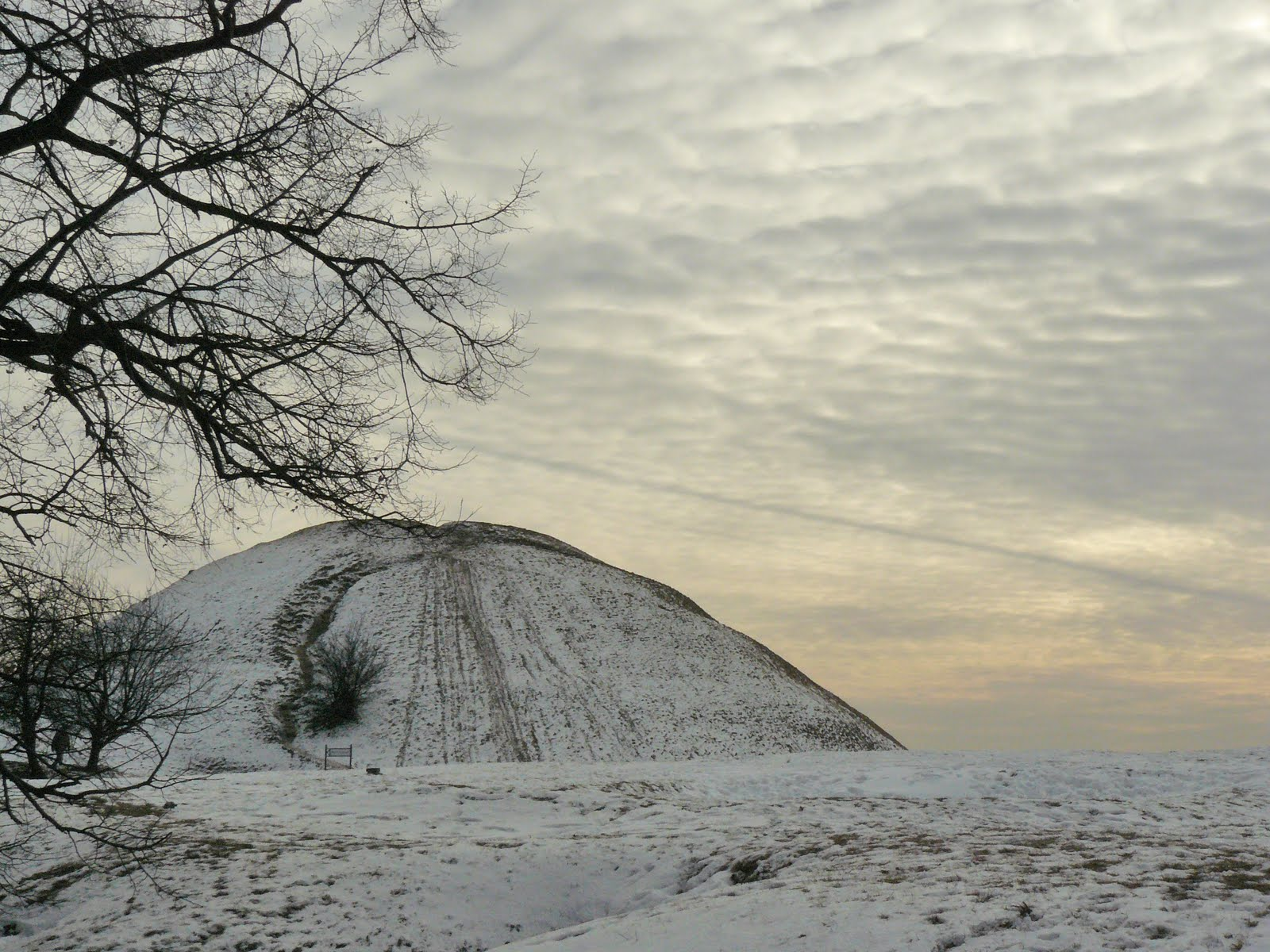
Movila Krakus iarna
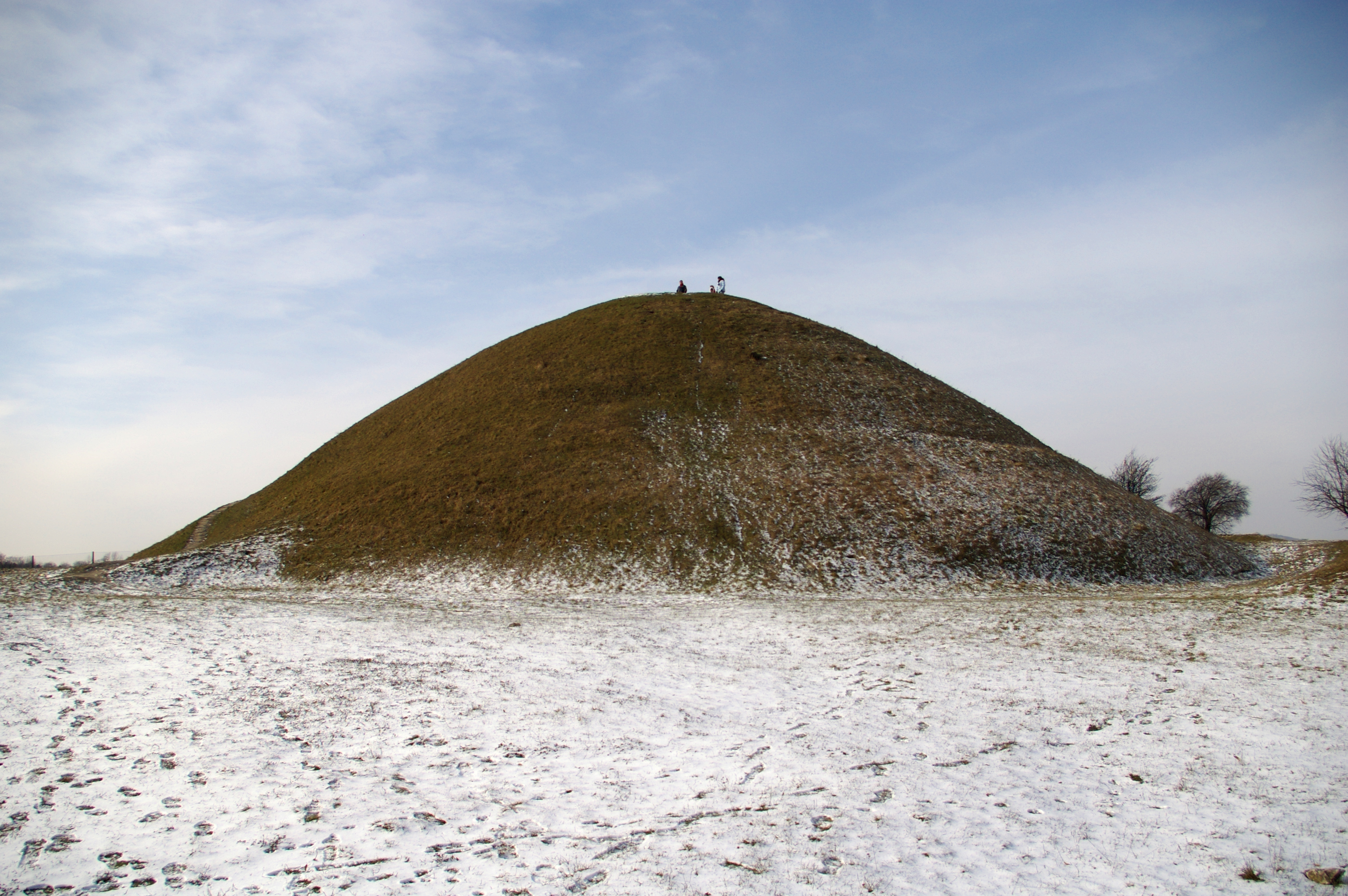
Vedere dinspre est spre movila Krakus, la sfârșitul iernii
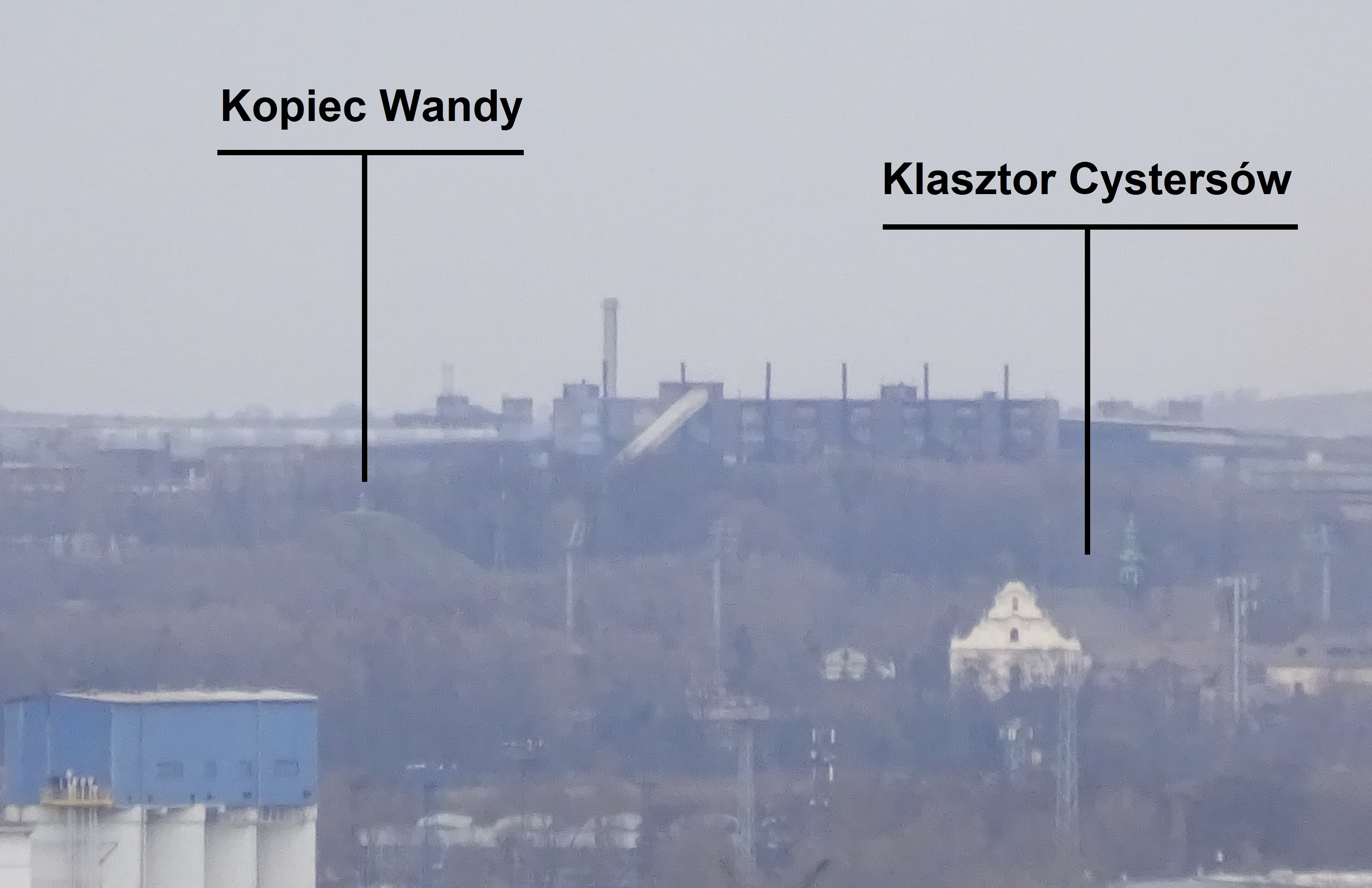
Vedere de pe Movila Krakus către Movila Wanda
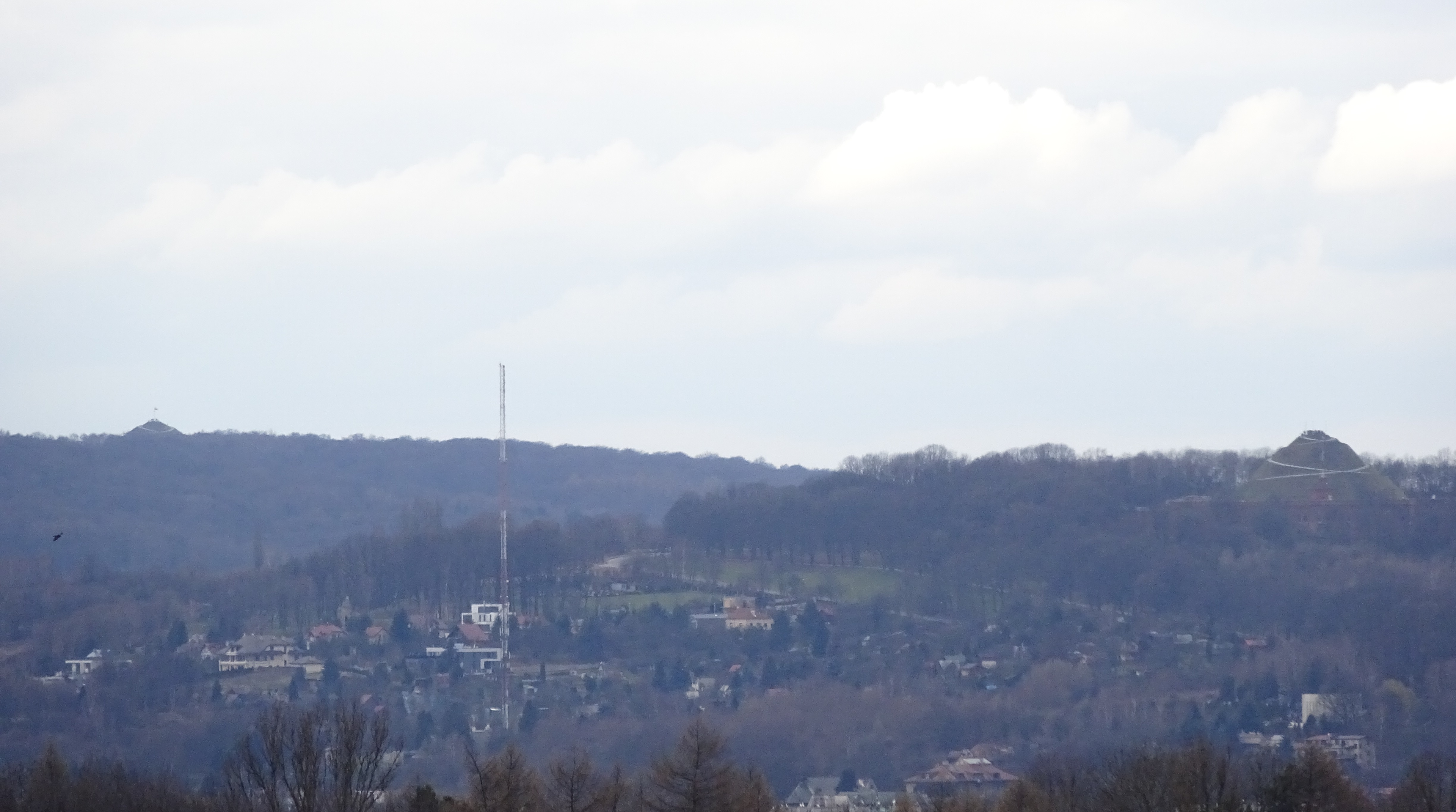
De pe Movila Krakus: în stânga Movila Piłsudski, în dreapta Movila Kościuszko
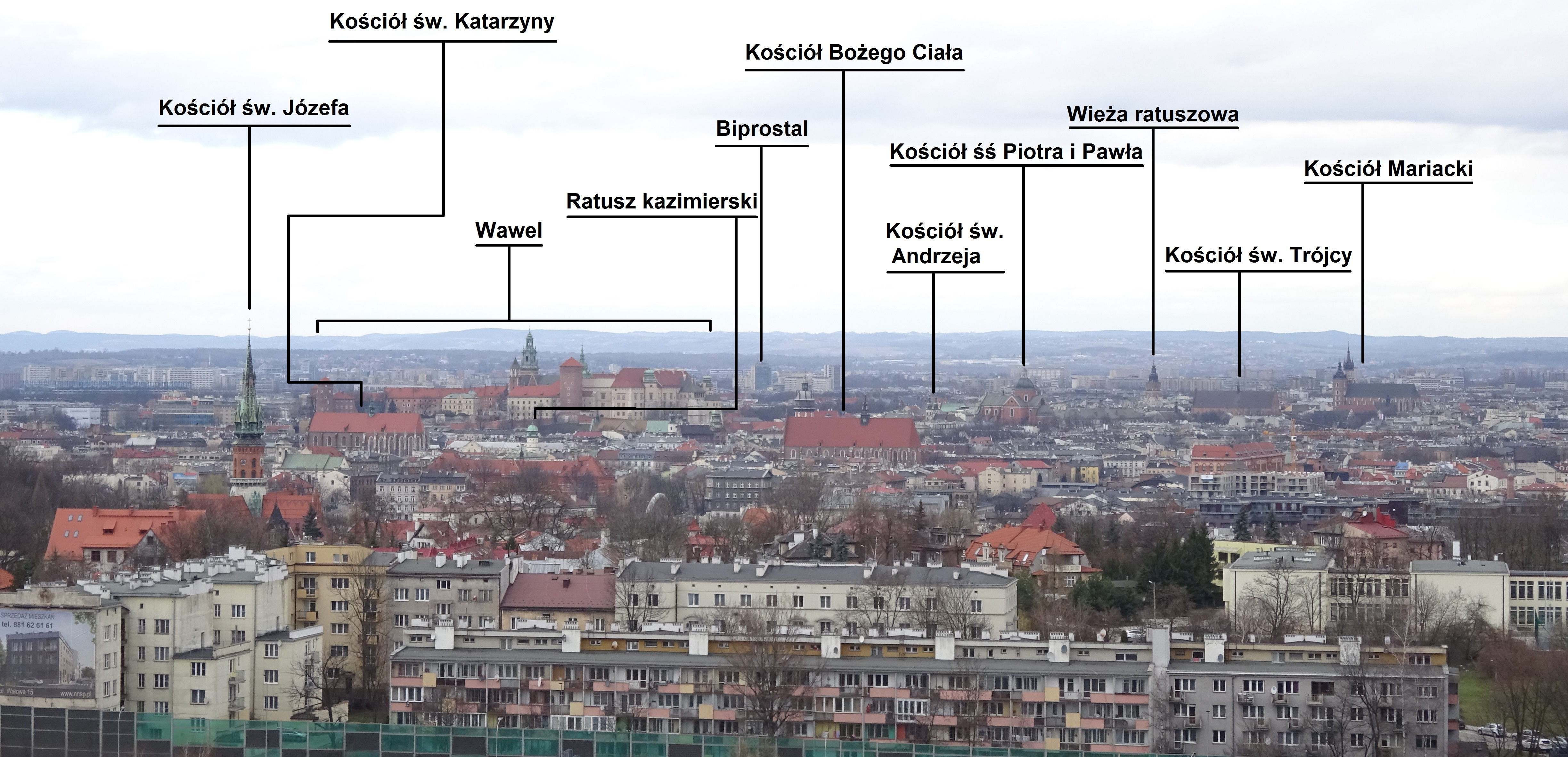
Panorama centrului Cracoviei, cu explicații